# Марфин, Юрий Сергеевич
Юрий Сергеевич Марфин (род. 9 декабря 1986 года, Кохма, Ивановская область) — доктор химических наук, ректор Тихоокеанского государственного университета, председатель Хабаровского краевого отделения Русского географического общества (с 2025 г. — по н.в.).

## Биография
Родился 9 декабря 1986 в Кохме. Учился и работал в Ивановском государственном химико-технологическом университете:
- 2004—2010 гг. — студент (бакалавриат + магистратура),
- 2008—2011 гг. — инженер, стажер-исследователь, инженер-исследователь,
- 2010—2012 гг. — аспирант,
- 2012—2013 гг. — ассистент, научный сотрудник, доцент кафедры неорганической химии,
- 2013—2022 гг. — доцент, декан, проректор по научной работе и инновациям.

В 2012 году защитил кандидатскую диссертацию.
В 2021 году защитил докторскую диссертацию.
В 2021—2022 гг. — участник трека «Наука» конкурса управленцев «Лидеры России».
С 5 октября 2022 года — исполняющий обязанности, с 21 ноября 2023 года — ректор Тихоокеанского государственного университета.

## Награды
- 2020 г. — благодарность министерства науки и высшего образования РФ «За значительные заслуги в сфере образования и многолетний добросовестный труд».
- 2024 г. — почётное звание «профессор ДВО РАН»[10].
- почетный знак Ивановской городской думы «Общественное признание».
- 2024 г. — звание «Наставник молодых» — получено на закрытии Года молодёжи в Хабаровском крае.